# Geny Prado
Genny Almeida Prado (São Manuel, 12 de julho de 1918 – São Paulo, 17 de abril de 1998) foi uma atriz brasileira de rádio, televisão e cinema, notabilizada por seus papéis como esposa do Jeca em filmes de Mazzaropi.
Sua carreira no cinema foi marcada por seus trabalhos ao lado do comediante. Juntos, ela e Mazzaropi atuaram em 18 dos 32 filmes dele, com Geny sempre interpretando sua mulher; com exceção do filme Zé do Periquito (1960), no qual os  personagens de ambos não possuíam parentesco. Geny e Mazzaropi se consolidaram como uma das grandes duplas do cinema nacional, a ponto de até os dias atuais pessoas acreditarem que ambos eram casados na vida real. Além dos filmes, ambos atuaram juntos no programa Rancho Alegre, exibido pela TV Tupi na década de 1950.

## Biografia
Geny Prado iniciou sua carreira como corretora de publicidade, até começar a se destacar como atriz de rádio na década de 1940, época em que conheceu seu grande amigo, o comediante Amácio Mazzaropi. Os dois iniciaram então uma parceria de sucesso, também na televisão e no cinema.
Mazzaropi a convidou para participar do programa Rancho Alegre, exibido pela Rádio Tupi e produzido por Cassiano Gabus Mendes. O sucesso foi tanto que o programa acabou se transferindo para a televisão em 1951. Com seu personagem Jeca e com Geny como sua esposa, a dupla com Mazzaropi fez uma dobradinha inesquecível no cinema brasileiro, iniciada em 1958 com o filme Chofer de Praça. Juntos fizeram dezoito filmes. Somente em Zé do Periquito (1960), os dois atuaram juntos interpretando amigos e não um casal como de costume.
Paralelamente à carreira no cinema, Geny atuou em diversas novelas da TV Excelsior, TV Tupi e Band, como Sangue do Meu Sangue (1969), Camomila e Bem-me-quer (1972), O Velho, o Menino e o Burro (1975), Éramos Seis (1977) e Os Adolescentes (1981). Atuou também em duas versões da obra Meu Pé de Laranja Lima: uma exibida pela Tupi (1970) e outra feita pela Band (1980), interpretado a mesma personagem, Donana.
Após a morte de Mazzaropi, Geny continuou seu trabalho na televisão. Em 1985, recebeu uma homenagem do cineasta André Klotzel no filme A Marvada Carne,  que marcou a despedida da atriz dos cinemas. Seu último trabalho como atriz foi na novela Uma Esperança no Ar (1985), exibida pelo SBT.
Com problemas de saúde, dificuldades financeiras e sem mais convites para trabalhar, ela se aposentou da carreira artística no final da década de 1980. Geny Prado morreu em 1998, aos 79 anos, vítima de um câncer de mama.

## Filmografia

### Cinema
| Ano  | Título                             | Personagem      |
| ---- | ---------------------------------- | --------------- |
| 1959 | Chofer de Praça                    | Augusta         |
| 1960 | Jeca Tatu                          | Jerônima        |
| 1960 | As Aventuras de Pedro Malazartes   | Maria           |
| 1960 | Zé do Periquito                    | Pelanca         |
| 1961 | Tristeza do Jeca                   | Filó            |
| 1962 | O Vendedor de Linguiças            | Carmela         |
| 1963 | Casinha Pequenina                  | Fifica          |
| 1964 | O Lamparina                        | Marcolina Jabá  |
| 1965 | Meu Japão Brasileiro               | Magnólia        |
| 1968 | O Jeca e a Freira                  | Floriana        |
| 1969 | No Paraíso das Solteironas         | Manuela         |
| 1969 | Golias contra o Homem das Bolinhas | Mãe de Laura    |
| 1970 | Betão Ronca Ferro                  | Mulher de Betão |
| 1973 | Um Caipira em Bariloche            | Edvirges        |
| 1976 | Jeca contra o Capeta               | Poluição        |
| 1977 | Jecão, um Fofoqueiro no Céu        | Cesariana       |
| 1978 | O Jeca e seu Filho Preto           | Maria Bomba     |
| 1979 | A Banda das Velhas Virgens         | Generosa        |
| 1980 | O Jeca e a Égua Milagrosa          | Falecida        |
| 1985 | A Marvada Carne                    | Nhá Policena    |

### Televisão
| Ano  | Título                        | Personagem         | Emissora     |
| ---- | ----------------------------- | ------------------ | ------------ |
| 1985 | Uma Esperança no Ar           | Dona Rolinha       | SBT          |
| 1984 | Jerônimo                      | Dona Batatinha     | SBT          |
| 1982 | Ninho da Serpente             | Gabi               | Band         |
| 1981 | Os Adolescentes               | Sônia              | Band         |
| 1980 | Meu Pé de Laranja Lima        | Donana             | Band         |
| 1979 | O Todo Poderoso               | Eulália            | Band         |
| 1979 | Dinheiro Vivo                 | —                  | Tupi         |
| 1978 | O Direito de Nascer           | Irmã Socorro       | Tupi         |
| 1977 | Éramos Seis                   | Tia Candoca Campos | Tupi         |
| 1976 | Papai Coração                 | —                  | Tupi         |
| 1976 | Tchan, a Grande Sacada        | Dona Carminha      | Tupi         |
| 1975 | O Velho, o Menino e o Burro   | Santa              | Tupi         |
| 1975 | Um Dia, o Amor                | Eulália            | Tupi         |
| 1974 | Ídolo de Pano                 | Lourdes            | Tupi         |
| 1974 | A Barba-Azul                  | —                  | Tupi         |
| 1973 | Camomila e Bem-me-quer        | Edvirges           | Tupi         |
| 1973 | As Divinas... e Maravilhosas  | Lina               | Tupi         |
| 1973 | osa dos Ventos                | —                  | Tupi         |
| 1972 | Signo da Esperança            | Carolina           | Tupi         |
| 1971 | Nossa Filha Gabriela          | Rosária            | Tupi         |
| 1970 | O Meu Pé de Laranja Lima      | Miloca             | Tupi         |
| 1970 | Mais Forte que o Ódio         | Ismênia            | TV Excelsior |
| 1969 | Acorrentados                  | Helena             | TV Excelsior |
| 1969 | Sangue do Meu Sangue          | Leocádia           | TV Excelsior |
| 1967 | O Morro dos Ventos Uivantes   | Mrs. Linton        | TV Excelsior |
| 1965 | O Caminho das Estrelas        | Ivone              | TV Excelsior |
| 1965 | Ainda Resta uma Esperança     | Lídia              | TV Excelsior |
| 1960 | TV de Comédia                 | Vários Papéis      | Tupi         |
| 1959 | TV de Comédia                 | Vários Papéis      | Tupi         |
| 1958 | TV de Comédia                 | Vários Papéis      | Tupi         |
| 1957 | O Pequeno Mundo de Dom Camilo | Scartazini         | Tupi         |
| 1956 | O Palhaço                     | Tia Marta          | Tupi         |
| 1953 | TV de Vanguarda               | Várias personagens | Tupi         |
| 1950 | Rancho Alegre                 | Mulher do Jeca     | Tupi         |

## Legado
Ao lado de Mazzaropi, Geny Prado consolidou-se como uma das principais duplas do cinema brasileiro entre as décadas de 60 e 70, assim como também teve sua imagem bastante atrelada a cultura caipira. Sempre interpretando a mulher do Jeca, Geny solidificou a imagem da mulher interiorana, um tipo rústico, valente e de personalidade forte, que cuidava da casa, trabalhava na roça e dava amor à toda família, sem abaixar a cabeça para os machismos do marido ou para a autoridade dos poderosos.